# Osea Island
Osea Island (en vieil anglais, Ōsgȳþes īeg, "Osyth's island"), autrefois appelée Osey est une île habitée dans l'estuaire de la Blackwater, dans le comté d'Essex, en Angleterre de l'Est. Elle a une superficie d'environ 1,5 km2. Elle est reliée à la rive nord de la Blackwater par une route submersible à marée haute. La population dépend de la paroisse civile d'Heybridge.
Northey Island se trouve à peu près à 1,6 km à l'ouest, Mersea Island à 8 km au nord-est. La totalité de l'île appartient à Nigel Frieda, un producteur de disques.

## Personnalités
Avant 2004, une petite communauté de locataires se partage l'île. Parmi eux, le peintre Luke Elwes, la photographe Hélène Binet et le philosophe David Papineau. 
En 2019, la chanteuse Rihanna loue l'île pour enregistrer son nouvel album.

## Histoire
"Osea" signifie "Osyth's Island" aussi, le nom est tautologique.

### Usage militaire

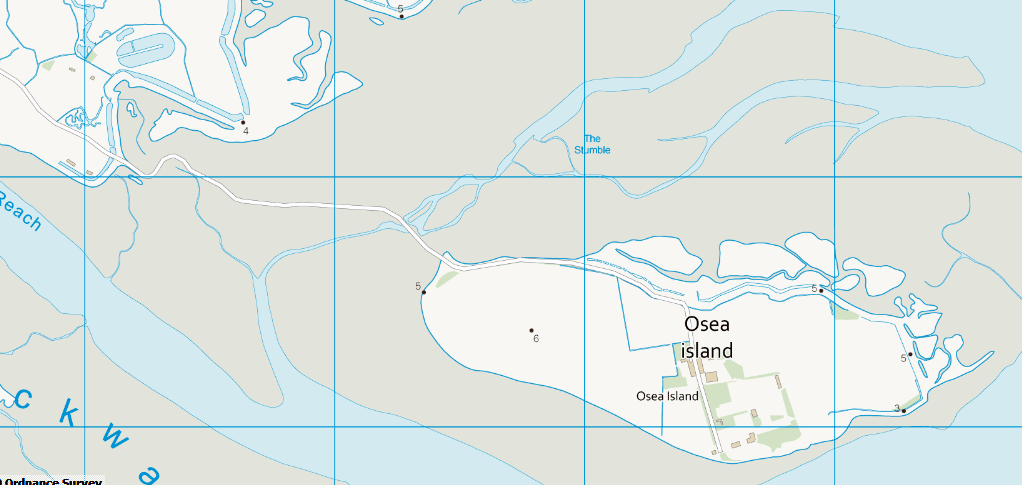
Carte de Osea Island, montrant la route submersible la reliant à l'île principale.

En 1913, la société britannique Deperdussin Aeroplane Company réalise les essais pour un nouvel hydravion à Osea : c'est un appareil monomoteur muni de deux gros flotteurs. 
Il est piloté par John Cyril Porte, le directeur de la société, et décolle des eaux profondes de la Manche en direction du sud de l'île, le vol dure une dizaine de minutes.
Pendant la Première Guerre mondiale, l'île a servi de base à des lanceurs de torpilles et 2 000 marins y étaient cantonnés, dans des cabanes temporaires qui furent détruites après le conflit.
Augustus Agar reçut la Victoria Cross alors qu'il était sur l'île et raconte son histoire dans son ouvrage Baltic Episode.
Pendant la Deuxième Guerre mondiale, l'île est occupée par la British Army.

### Cinéma
Le film Black Island de la Children's Film Foundation, produit par Kingsgate Films en 1979 et réalisé par Ben Bolt, a été tourné sur et autour de l'île. Le film raconte l'histoire de deux jeunes naufragés qui sont capturés par des condamnés évadés sur l'île et leurs tentatives d'évasion ultérieures.
Aussi bien l'adaptation télévisée réalisée en 1989 du roman de Susan Hill The Woman in Black, que l'The Woman in Black (2012 film) a utilisé la chaussée submersible de l'île comme emplacement pour la fictive Nine Lives Causeway.
L'île a été utilisée pour des auditions dans l'émission ITV1 Superstar, filmée début 2012, dans laquelle elle était connue sous le nom de Superstar Island. C'était le deuxième épisode et comprenait des éliminations. Andrew Lloyd Webber trouvait un nouveau rôle principal, dans sa production de Jesus Christ Superstar. Melanie C, Dawn French et Jason Donovan faisaient également partie du panel.
L'île est le décor de la mini-série dramatique télévisée d'HBO, The Third Day.

### Addictologie
Osea Island occupe une place dans l'histoire du traitement de la toxicomanie et de l'alcoolisme en Grande-Bretagne. Elle appartenait autrefois à un membre de la famille Charrington Brewery, Frederick Nicholas Charrington qui a également fondé la Tower Hamlets Mission qui continue d'abriter de la drogue et de l'alcool dans son centre de traitement, Charis. Charrington a établi un lieu de retraite pour les riches alcooliques sur l'île d'Osea, dont on dit que Walter Sickert a fait partie.
De 2005 à 2010, il s'agissait d'un centre de réadaptation spécialisé dans le traitement des problèmes de dépendance et de santé mentale appelé the Causeway Retreat, dirigé par l'ancien infirmier Brendan Quinn.
En 2008, Amy Winehouse a fréquenté la clinique de désintoxication de l'île. Le Causeway Retreat s'est vu refuser l'agrément le 30 septembre 2010 par la Care Quality Commission et Brendan Quinn a été suspendu en tant qu'infirmier par le Nursing and Midwifery Council le 20 septembre 2010.
Le 19 novembre 2010, Twenty 7 Management de Brendan Quinn, qui avait dirigé le Causeway Retreat, a plaidé coupable devant Chelmsford Magistrates' Court et a été condamné à une amende de 8 000 £ plus 30 000 £ de frais pour avoir géré un hôpital non agréé. Le juge de district David Cooper a déclaré que les normes de l'entreprise "feraient vraiment honte à un pays du tiers monde".

### Musique
L'île convient bien aux musiciens souhaitant s'isoler pour enregistrer leurs albums. Elle possède des studios bien équipés pour ce genre d'activité.